# Alexander Balus
Alexander Balus (greco: Ἀλέξανδρoς Bάλας, HWV 65) è un oratorio di Georg Friedrich Händel. Il lavoro ha tre atti ed è stato scritto in inglese. Il periodo della storia è dal 150 a.C. al 145 aC. Il libretto è di Thomas Morell che si ispira al testo biblico del Primo libro dei Maccabeii. Quarto di una serie di oratori militari inglesi, dopo Joshua e il successo di Judas Maccabaeus, che celebra le vittorie della famiglia reale nel corso dei moti giacobita, Alexander Balus fu composto nell'estate del 1747 ed ha debuttato il 23 marzo 1748, con Caterina Galli nel ruolo del protagonista, Thomas Lowe come Jonathan, e Henry Theodore Reinhold come Tolomeo. Nel 1754 Händel fece una revisione del suo lavoro e cambiò il ruolo principale, Alexander, in un soprano anziché un contralto.

## Strumentazione
- Violino I, II, e III
- Oboe I e II
- Viola
- Basso
- Basso continuo
- Timpani
- Tromba I e II
- Corno I e II
- Fagotto
- Flauto traverso I e II

Questo oratorio dell'era barocca in origine prevedeva tutti gli strumenti tipici del barocco. Nelle esecuzioni successive il Continuo è passato dal clavicembalo al pianoforte. Händel usa alcuni dei suoi stili compositivi ornamentali, come una tromba, necessaria in "And Thus let happy Egypt's king" e un notevole utilizzo del coro per veicolare messaggi e far procedere la storia. Una parte dell'orchestrazione di ogni aria cambia a seconda del cantante, ma viene usato soprattutto il Continuo nell'esecuzione dei recitativi, mentre le arie sono accompagnate da svariati strumenti. Ci sono due brani orchestrali, L'Ouverture e la Sinfonia prima del terzo atto.

## Dramatis personæ
| Ruolo                                                  | Voce      | Cast della prima del 23 marzo 1748 | Cast della ripresa del 1754 | Voce      |
| ------------------------------------------------------ | --------- | ---------------------------------- | --------------------------- | --------- |
| Alexander Balus, (greco: Ἀλέξανδρoς Bάλας) Re di Siria | contralto | Caterina Galli                     | Christina Passerini         | soprano   |
| Tolomeo, Re d'Egitto                                   | basso     | Henry Theodore Reinhold            | Robert Wass                 |           |
| Gionata, Capo dei Giudei                               | tenore    | Thomas Lowe                        | John Beard                  |           |
| Cleopatra, Figlia di Tolomeo                           | soprano   | Signora Casarini                   | Giulia Frasi                |           |
| Aspasia, sua confidente                                | soprano   | Signora Sibilla                    | Caterina Galli              | contralto |
| Un cortigiano adulatore                                | tenore    |                                    |                             |           |
| Messaggero                                             | tenore    |                                    |                             |           |
| Un altro Messaggero                                    | basso     |                                    |                             |           |
| Coro di Israeliti, Coro di Asiatici, Coro di Ruffiani  |           |                                    |                             |           |

## Trama

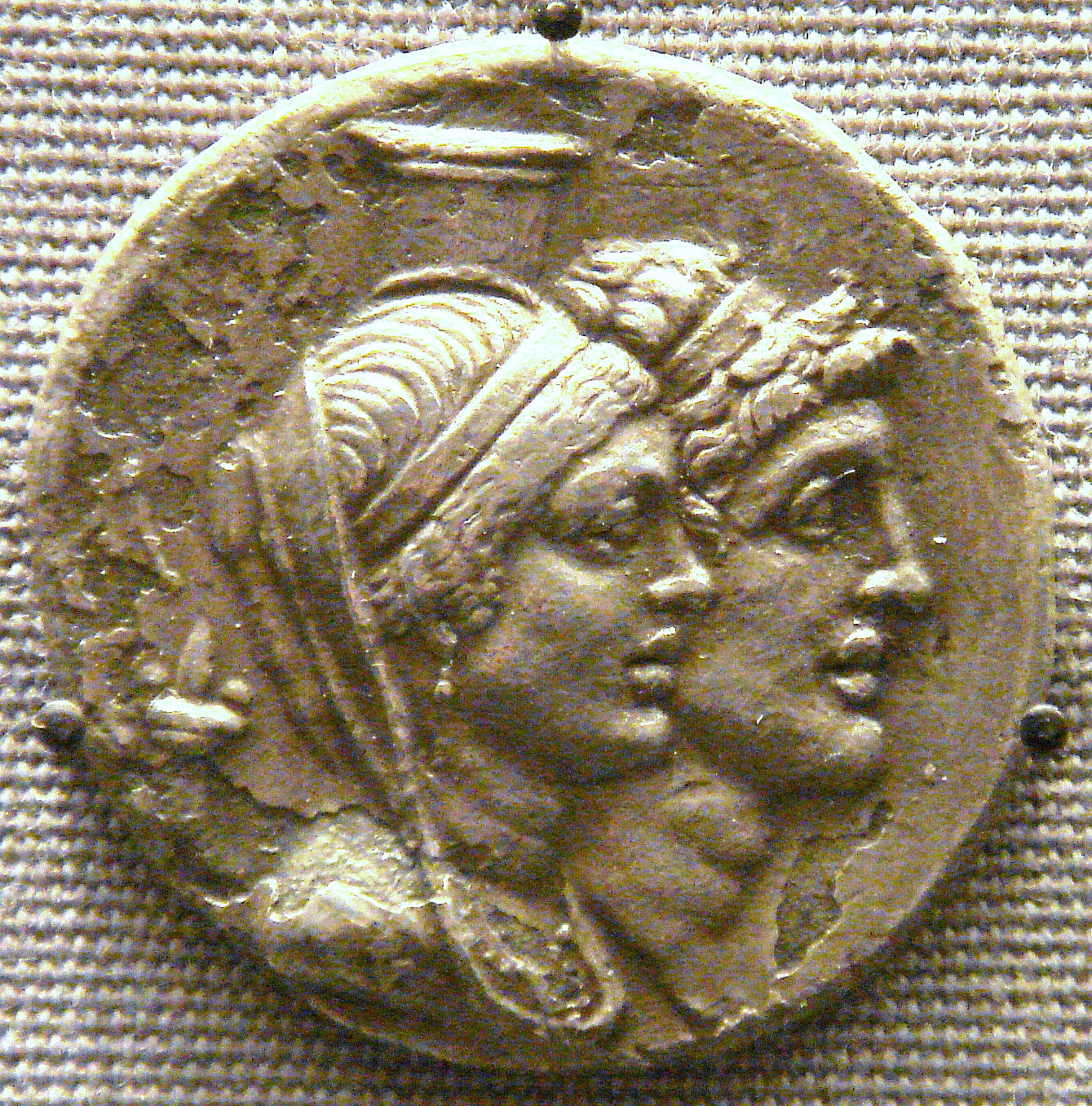
Alexander I Balas e Cleopatra Tea

### Atto 1
Alexander aveva rivendicato per sé il trono della Siria uccidendo il Re Demetrio. Alexander si era poi fatto amici gli ebrei ed il loro capo Gionata Maccabeo. Il re d'Egitto, Tolomeo, si congratula con lui e celebra i suoi successi, premiandolo con la concessione di sua figlia, Cleopatra. I due si innamorano.

### Atto 2
Alexander e Cleopatra sono sposati. Alexander è portato a credere da un messaggero che Gionata ha intenzione di tradirlo dopo aver conquistato la sua amicizia. Successivamente viene rivelato che Tolomeo ha organizzato il matrimonio di Alexander e Cleopatra solo per impadronirsi della terra e del potere di Alexander. Egli ha infatti in programma di spostare le sue truppe in Siria, con la protezione della notte, per rapire e uccidere il giovane condottiero.

### Atto 3
Cleopatra viene rapita dai furfanti di Tolomeo che ha intenzione di costringerla a sposare un altro uomo. Durante la prigionia di Cleopatra, Tolomeo cerca di distruggere la sua fedeltà ad Alexander, ma non gli riesce. Alexander si precipita in guerra, mentre Gionata rimane indietro, temendo il peggio e dubitando del potere degli dei siriani di Alexander. L'intuizione di Gionata è confermata quando un messaggero porta la notizia che, anche se hanno vinto tre battaglie, Alexander e Tolomeo sono stati uccisi. Cleopatra si raccomanda alla dea Iside, e si ritira in qualche spiaggia pacifica. Gionata riflette sulla tragedia, ritenendo che se tutti avessero riconosciuto il vero Dio, niente di tutto questo sarebbe accaduto.

## Oratorio

### Atto 1
- Orchestra
Overture
- Chorus of Asiates-
- Flushed with conquest, fir’d by Mithra
- Alexander-
- Recit.Thus far ye glorious partners of the war
- Jonathan-
- Air. Great Author of this harmony
- Recit. And thus let happy Egypt’s king
- Air. Thrice happy the Monarch, whom nations contend
- Cleopatra-
- Recit. Congratulations to our father’s friend
- Air. Hark he strikes the golden lyre
- Alexander-
- Recit. Be it my chief ambition there to rise
- Air. Fair virtue shall charm me
- Chorus of Asiates-
- Ye happy nations round
- Alexander-
- Recit. My Jonathan, didst thou mark
- Air. Oh what restless charms
- Cleopatra-
- Air. Subtle Love, with fancy viewing Aspasia, I know not what to call
- Air. How happy should we mortals prove?
- Aspasia-
- Recit. Check not the pleasing accent of thy tongue
- Air. So shall the sweet attractive smile
- Cleopatra-
- Recit. How blissful state
- Ceopatra/Aspasi-
- Duet. O, what pleasures, past expressing
- Jonathan-
- Recit. Why hangs heavy gloom upon the brow
- Alexander-
- Air. Heroes may boast their mighty deeds
- Air. Mighty Love now calls to arm
- Jonathan-
- Recit. Ye sons of Judah, with high festivals proclaim
- Air. Great god, from whom all blessings spring
- Chorus of Israelites-
- These are thy gifts, almighty king
- To thee let grateful Judah sing

### Atto 2
- Alexander-
- *Air. Kind Hope, thou universal friend
- Jonathan-
- *Recit. Long, long and happy live the king
- Alexander-
- *Air. O Mithra, with thy brightest beams
- Sycophant Courtier-
- *Stay my dread sovereign
- Jonathan-
- *Air. Hateful man!
- Chorus-
- *O calumny, on virtue waiting
- Cleopatra-
- *Recit. Ah! Whence these dire forebodings of the mind?
- *Air. Tost from the thought to thought I rove
- Aspasia-
- *Recite. Give to the winds, fair princess, these vain doubts
- *Air. Love, glory, ambition
- Ptolomee-
- *Recit. Thus far my wishes thrive
- *Air. Virtue, thou ideal name
- Jonathan-
- *Recit. Ye happy people
- Jonathan and Chorus-
- *Triumph, Hymen, in the pair
- Alexander-
- *Recit. Glad time, at length, has reach’d the happy point
- Cleopatra/Alexander-
- *Duet. Hail, wedded love, mysterious law
- Chorus of Asiates-
- *Hymen, fair Urania’s son

### Atto 3
- Orchestra
- *Sinfonia
- Cleopatra-
- *Recit. Tis true, instructive nature seldom points
- *Air. Here amid the shady woods
- Ruffians/Cleopatra/-
- *Recit. Mistaken queen! The Gods and Ptolemee
- Alexander-
- *Recit. Ah! Was it not my Cleopatra’s voice?
- *Air. Pow’rful guardians of al nature
- Jonathan-
- *Recit. Treach’ry, o king
- Alexander-
- *Air. Fury, with red sparkling eyes
- Asparsia-
- *Recit. Gods! Can there be a more afflicting sight
- *Air. Strange reverse of human fate
- Jonathan-
- *Air. The God, who made the radiant sun
- Chorus of Issaelites-
- *Sun, moon, and stars
- Ptolomee-
- *Recit. Yes he was false, my daughter
- *Air. O sword, and thou all-daring hand
- Cleopatra-
- *Recit. Shall Cleopatra ever smile again?
- Messenger-
- *Ungrateful tidings to the royal ear
- Cleopatra-
  - Air. O take me from this hateful light
- Another Messenger-
- *Forgive, o queen, the messenger of ill
- Cleopatra-
- *Recit. Calm thy soul, kind Isis
- *Air. Convey me to some peaceful shore
- Jonathan-
- *Recit. Mysterious are thy ways, o providence
- Jonathan and Chorus-
- *Ye servants of th’ eternal King

## Registrazioni
- Alexander Balus, The King's Consort, The Choir of New College, Oxford, Conducted by Robert King, Produced by Hyperion UK, October 14, 1997[2]
- Alexander Balus, Brewer Chamber Orchestra, Conducted by Rudolph Palmer, Produced by Newport Classics, January 27, 1998[3]
- "Calm thou my Soul", su YouTube, Cantata da Sharon Rostorf Zamir, soprano.
- "Ouverture", su YouTube, Eseguita nel 2013 dalla All South Jersey Middle School Orchestra.